# Sasakwa, Oklahoma
Sasakwa, Oklahoma (енгл. Sasakwa) град је у америчкој савезној држави Оклахома.

## Демографија
По попису из 2010. године број становника је 150, што је 0 (0,0%) становника више него 2000. године.
| Група             | 2000.      | 2010.      |
| Белци             | 92 (61,3%) | 82 (54,7%) |
| Афроамериканци    | 2 (1,3%)   | 0 (0,0%)   |
| Азијати           | 0 (0,0%)   | 0 (0,0%)   |
| Хиспаноамериканци | 0 (0,0%)   | 2 (1,3%)   |
| Укупно            | 150        | 150        |